# بيترو أورينو
بيترو أورينو (بالإيطالية: Pietro Aurino)‏ (مواليد 16 نوفمبر 1976) هو ملاكم إيطالي، مثّل بلاده في الألعاب الأولمبية الصيفية 1996.

## روابط خارجية
بيترو أورينو على موقع بوكس ريك (الإنجليزية) (registration required)
- بيترو أورينو على موقع أوليمبيديا (الإنجليزية)